# Solnhofia parsonsi
La solnhofia (Solnhofia parsonsi) è una tartaruga estinta, vissuta nel Giurassico superiore (Kimmeridgiano - Titoniano, circa 155 - 150 milioni di anni fa) e i suoi resti fossili sono stati ritrovati in Europa.

## Descrizione
Questo animale era di dimensioni medio-piccole e non doveva superare i 50 centimetri di lunghezza. Il cranio era di dimensioni relativamente grandi (circa il 40 per cento della lunghezza del carapace). Il carapace era di forma pentagonale, e la disposizione delle ossa e delle fontanelle nella regione pigale era unica di questo genere. Il carapace era inoltre sprovvisto di mesoplastra, epiplastra e di un entoplastron; ciò lo rendeva particolarmente leggero. Solnhofia era dotata di arti modificati in strutture simili a palette, utili durante il nuoto.

## Classificazione
Descritto per la prima volta nel 1975 sulla base di materiale cranico proveniente dalla Germania e dalla Svizzera, questo animale è stato inizialmente attribuito ai criptodiri. Le sole caratteristiche craniche, tuttavia, rendevano difficile un'attribuzione più precisa. Nel 2000, con la scoperta di uno scheletro completo ben conservato, fu ipotizzata una parentela con il genere Eurysternum, tipico del Giurassico superiore tedesco. Successivi studi, tuttavia, hanno ipotizzato che Solnhofia rappresentasse il più antico membro di un clade di tartarughe marine noto come Angolachelonia (Mateus et al., 2009), che si sviluppò in parallelo ad altri gruppi ed ebbe minor fortuna; altri studi ritengono invece che Solnhofia fosse un membro della famiglia Thalassemydidae (Karl et al., 2012). 

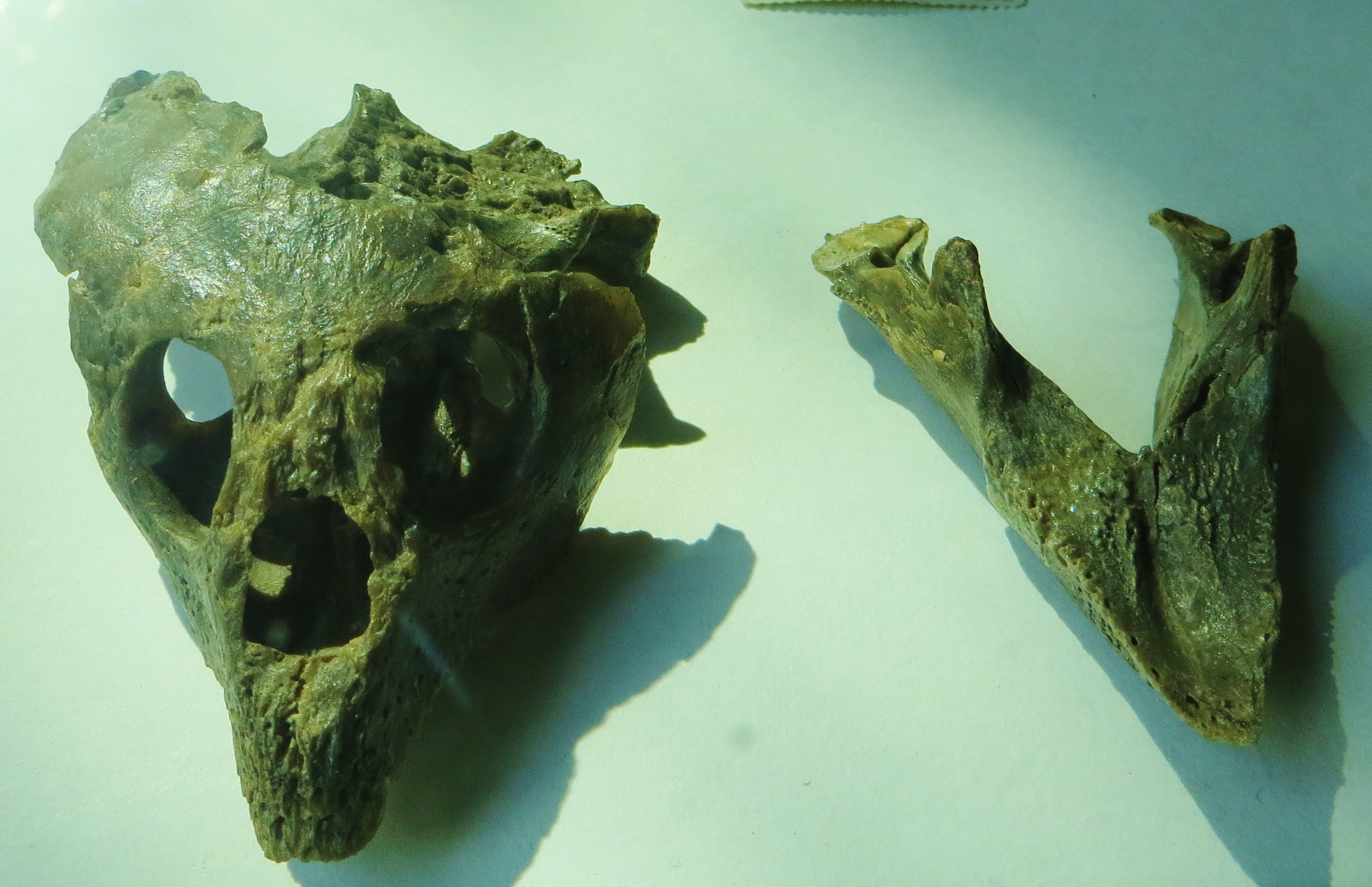
Cranio e mandibola di Solnhofia parsonsi

Solnhofia è, in ogni caso, una delle tartarughe marine più antiche. Altri resti di Solnhofia sono stati ritrovati in Francia (de Lapparent et al., 1996).

## Paleoecologia e paleobiologia
L'esemplare completo e ben conservato di Solnhofia venne seppellito in calcari finemente laminati, e non mostra particolari segni di disgregamento o di smembramento; ciò suggerisce che le condizioni del fondale marino fossero ostili alla vita, con una scarsa energia d'acqua durante la deposizione. Impronte di denti lungo il margine posteriore del carapace, tuttavia, sono una prova di un tentativo di predazione da parte di un coccodrillo dal muso largo (Joyce, 2000).